# Coupe du Président d'Irlande féminine 2025
La Coupe du Président d'Irlande féminine 2025, en anglais : 2025 Women's President's Cup, est la troisième édition de la Coupe du Président, une compétition de football qui oppose en début de saison le vainqueur du championnat et celui de la Coupe d'Irlande. Les championnes d'Irlande 2024 le Athlone Town Association Football Club Ladies sont opposées aux vainqueurs de la Coupe d'Irlande 2024, le Shelbourne Ladies Football Club. La rencontre se déroule au Tolka Park à Dublin.

## Organisation
La rencontre se déroule le 1er mars 2025 au Tolka Park à Dublin. La rencontre se déroule comme il en est aussi l'usage pour la compétition masculine sous la présidence du Président d'Irlande Michael D. Higgins. La règles tacite de l'alternance s'applique. L'année dernière la rencontre c'était disputée à Athlone.

## Le match

### Présentation de la rencontre
Pour la troisième fois consécutivement, Athlone Town Ladies dispute la coupe du Président d'Irlande. Le club des Midlands affronte le vainqueur de la coupe Shelbourne Ladies dans le match d'ouverture de la saison féminine en Irlande. Les deux équipes ont terminé aux deux premières places du championnat et en finale de la Coupe d'Irlande féminine.
Pour Athlone, la compétition marque le lancement d'une nouvelle ère. L'entraineur qui a mené le club au premiers titres de son histoire, Ciarán Kilduff, est parti entraîner les garçons du Dundalk FC. Colin Fortune doit donc lancer une nouvelle dynamique et tenter de conserver un titre déjà remporté à deux reprises.
Shelbourne de son côté va tenter de confirmer sa victoire écrasante en Coupe d'Irlande 6-1 sur son adversaire du jour.

### Déroulement de la rencontre
| 1er mars 2025 | Athlone Town Ladies | 1 - 2   | Shelbourne Ladies | Tolka Park                               |                                          |
| 15:00         | Roisin Molloy 73e (pen.) | (0-2)   | Aoibheann Clancy 14e · Kayleigh Shine 43e (csc) | Spectateurs : 627 Arbitrage : Ryan Maher | Spectateurs : 627 Arbitrage : Ryan Maher |
| 15:00         | Megan Plaschko ; Shauna Brennan, Kellie Brennan, Natalie McNally, Kayleigh Shine ; Madison Gibson, IzzyGroves, Roisin Molloy, Aoife Murphy O'Connor (Hazel Donegan 64e), Katherine Sullivan ; Kelly Brady (Isabel Ryan 87e). | Équipes | Amanda McQuillan ; Leah F Doyle, Keeva Keenan, Lucy O'Rourke (Jessica Gargan 59e), Pearl Slattery ; Aoibheann Clancy, Rebecca Devereux (Mackenzie Anthony 69e), Rachel Graham (Gabby del Pico 69e), Alex Kavanagh (Noelle Murray 59e), Roma McLaughlin ; Kate Mooney (Jemma Quinn 69e) | Spectateurs : 627 Arbitrage : Ryan Maher | Spectateurs : 627 Arbitrage : Ryan Maher |